# Mohamed M’Changama
Mohamed M’Changama (ur. 9 czerwca 1987 w Marsylii) – komoryjski piłkarz występujący na pozycji napastnika. Zawodnik klubu Amiens SC. Brat Youssoufa M’Changamy, także piłkarza.

## Kariera klubowa
M’Changama urodził się we Francji w rodzinie pochodzenia komoryjskiego. Seniorską karierę rozpoczynał w 2007 roku w amatorskiej drużynie Aubagne FC. Po 2 latach przeniósł się do AS Gardanne z CFA 2 (V liga). W 2010 roku podpisał kontrakt z zespołem Nîmes Olympique z Ligue 2. Zadebiutował tam 1 października 2010 roku w przegranym 1:2 pojedynku z Le Mans FC. Przez rok w barwach Nîmes rozegrał 24 spotkania i zdobył 5 bramek.
W 2011 roku, po spadku Nîmes do Championnat National, M’Changama odszedł do Amiens SC z Ligue 2. Pierwszy ligowy mecz zaliczył tam 30 marca 2012 roku przeciwko LB Châteauroux (1:4).

## Kariera reprezentacyjna
W reprezentacji Komorów M’Changama zadebiutował 9 października 2010 roku w przegranym 0:1 meczu eliminacji Pucharu Narodów Afryki 2012 z Mozambikiem.